# دملوقاوات
دملوقاوات (الاسم العلمي: Vismieae)، قبيلة نباتات مُزهرة من فصيلة العرنية. تضم ثلاث أجناس هارونغانا (شجرة برتقال الحليب) وبوغية صامتة ودملوق.